# Valentin Riemer
Valentin Riemer (* 20. Februar 1582 in Hirschberg, Fürstentum Schweidnitz-Jauer; † 21. April 1635 in Jena) war ein deutscher Rechtswissenschaftler.

## Leben
Riemers Vater war der gleichnamige Valentin Riemer († 1582) aus Hirschberg, der 1573 Rektor der Stadtschule in Hirschberg und 1576 Syndikus wurde und kurz vor der Geburt seines Sohnes verstarb. Riemer besuchte die Schule in Hirschberg und das Maria-Magdalenen-Gymnasium in Breslau. 1603 bezog er die Universität Leipzig, wo er den akademischen Grad eines Magisters der Philosophie erwarb. Er absolvierte ab 1605 juristische Studien an der Universität Marburg und an der Universität Gießen. Nach einem Aufenthalt in Leipzig, wechselte er im Wintersemester 1613 an die Universität Jena, wo er am 5. April 1614 zum Doktor der Rechte promovierte.
Danach beteiligte er sich am Vorlesungsbetrieb der Salana, wurde am 6. Juni 1618 Professor der Geschichte und Poesie und 1619 Professor der Rechte. Zudem war er  außerordentlicher Assessor und später ordentlicher Assessor am Hofgericht. Riemer beteiligte sich an den organisatorischen Aufgaben der Jenaer Hochschule. So war er einige Male Dekan der Juristenfakultät und in den Sommersemestern 1624, 1634 Rektor der Alma Mater. Er starb an einem hitzigen Fieber. Sein Leichnam wurde in der Jenaer Kollegienkirche begraben, wo man ihm einen Grabstein errichtete, welcher im Februar 1945 bei einem Bombenangriff verloren ging.

## Familie
Riemer verheiratete sich am 20. Juli 1614 in Altenburg mit Susanna Elisabeth Wex († 1635), die Tochter des sächsischen Altenburgschen Kanzlers Johannes Wex (* 1552; † 1. März 1633) und dessen dritter Frau Susanne Elisabeth Büchner (* 6. Oktober 1568; † 20. November 1614).
- Johann Valentin Riemer (* Jena)
- Johann Gottfried Riemer (* Jena)
- Johann Adolph Riemer (* 1633; † 1690) wurde Oberbürgermeister von Naumburg

## Werke (Auswahl)
- Disp. de Jure Accrescendi, Pars Prima. Jena 1614 (books.google.de).
- Miscellaneae iuris publici conclusiones controversae. Jena 1615 (books.google.de).
- Conclus. ex Materia Possessionis. Jena 1616.
- Dissertatiuncula de summa historiarum in omnibus disciplinis utilitate et praecellentia. Jena 1618 (books.google.de).
- De Jure adcrescendi, partis secundae. Quaestionum maximè principum. Jena 1619 (books.google.de).
- Disputatio Iuridica Materiam Necessariae Defensionis Continens. Jena 1620 (books.google.de).
- Disp. iur. de publicis iudiciis. Jena 1621 (books.google.de).
- Disp. iur. de privatis delictis. Jena 1622 (books.google.de).
- Disputatio Iuridica De Mutuo. Jena 1625 (books.google.de).
- Disputatio juridica de fine jurisprudentiae privatae. Jena 1627 (books.google.de).
- Disputatio Iuridica De Pignoribus Et Hypothecis. Jena 1628 (books.google.de).
- Disp. iur. de iurisdictione. Jena 1629 (books.google.de).
- Positiones de necessaria defensione. Jena 1630 (books.google.de).
- Disp. de actionum cessione. Jena 1631 (books.google.de).
- Disp. iur. de iure dotium. Jena 1632 (books.google.de).
- Exercitium Juridicum de Intricatissimis Jurisprudentiae Nostrae individualis Romanae Principiis. Jena 1633 (books.google.de).
- Disputatio Juridica De Testamentis. Jena 1634 (books.google.de).